# Litotrofia
Litotrofia – sposób odżywiania niektórych organizmów, polegający na czerpaniu elektronów potrzebnych do oddychania komórkowego ze zredukowanych substancji nieorganicznych, takich jak H2, NH3, H2S czy H2O.
Organizmy litotroficzne mogą być równocześnie heterotroficzne lub autotroficzne oraz fototroficzne lub chemotroficzne. Daje to następujące kombinacje:
- chemolitoheterotrofy: bakterie wodorowe, Beggiatoa
- fotolitoheterotrofy: purpurowe bakterie siarkowe
- chemolitoautotrofy: bakterie nitryfikacyjne, siarkowe, wodorowe, żelaziste, denitryfikacyjne, desulfuryzacyjne, archeany metanogenne
- fotolitoautotrofy: purpurowe bakterie siarkowe, zielone bakterie siarkowe, glony (w tym sinice), rośliny.

Strategią metaboliczną komplementarną dla litotrofii jest organotrofia.